# Юньлун (повіт)
25°53′23″ пн. ш. 99°22′03″ сх. д. / 25.88963° пн. ш. 99.36763° сх. д.
Юньлун (кит. 云龙县, пін. Yúnlóng Xiàn) — один із повітів КНР у складі Далі-Байської автономної префектури, провінція Юньнань. Адміністративний центр — містечко Ноден.

## Географія
Юньлун лежить на заході префектури у горах Гендуаншань.

### Клімат
Повіт знаходиться у зоні, котра характеризується океанічним кліматом субтропічних нагір'їв. Найтепліший місяць — червень із середньою температурою 22,3 °C. Найхолодніший місяць — січень, із середньою температурою 8,4 °С.
| Клімат повіту Юньлун    | Клімат повіту Юньлун | Клімат повіту Юньлун | Клімат повіту Юньлун | Клімат повіту Юньлун | Клімат повіту Юньлун | Клімат повіту Юньлун | Клімат повіту Юньлун | Клімат повіту Юньлун | Клімат повіту Юньлун | Клімат повіту Юньлун | Клімат повіту Юньлун | Клімат повіту Юньлун | Клімат повіту Юньлун |
| Показник                | Січ.                 | Лют.                 | Бер.                 | Квіт.                | Трав.                | Черв.                | Лип.                 | Серп.                | Вер.                 | Жовт.                | Лист.                | Груд.                | Рік                  |
| Середній максимум, °C   | 18,6                 | 20                   | 22,8                 | 25,5                 | 27,8                 | 28,4                 | 27,5                 | 27,4                 | 26,5                 | 24,7                 | 21,4                 | 18,9                 | 24,1                 |
| Середня температура, °C | 8,4                  | 10,5                 | 13,8                 | 16,9                 | 20,3                 | 22,3                 | 22                   | 21,4                 | 20,1                 | 17,2                 | 12,4                 | 8,9                  | 16,2                 |
| Середній мінімум, °C    | 1,1                  | 3,1                  | 6,5                  | 10,1                 | 14,2                 | 18                   | 18,6                 | 18                   | 16,5                 | 12,8                 | 6,7                  | 2,3                  | 10,7                 |
| Норма опадів, мм        | 9.6                  | 17.3                 | 29.4                 | 22.4                 | 56                   | 102.9                | 154.4                | 165.1                | 118.5                | 74.9                 | 23.1                 | 7                    | 780.6                |
| Вологість повітря, %    | 61                   | 57                   | 54                   | 57                   | 60                   | 70                   | 77                   | 81                   | 80                   | 77                   | 72                   | 68                   | 67.8                 |
| ----------------------- | -------------------- | -------------------- | -------------------- | -------------------- | -------------------- | -------------------- | -------------------- | -------------------- | -------------------- | -------------------- | -------------------- | -------------------- | -------------------- |
| Джерело: data.cma.cn    |                      |                      |                      |                      |                      |                      |                      |                      |                      |                      |                      |                      |                      |